# Vladimir Yakovlevich Motyl
Vladimir Yakovlevich Motyl (tiếng Nga: Владимир Яковлевич Мотыль, 26 tháng 6 năm 1927 – 21 tháng 2 năm 2010) là một nhà làm phim nổi tiếng người Nga.

## Tiểu sử và sự nghiệp

### Phim đã thực hiện
- 1963: Những đứa trẻ Pamirs, đạo diễn
- 1967: Zhenya, Zhenechka, và "Katyusha", đạo diễn – biên kịch
- 1969: Mặt trời trắng trên sa mạc, đạo diễn
- 1975: Ngôi sao hạnh phúc tuyệt vời, đạo diễn – biên kịch
- 1980: Khu rừng nhỏ, đạo diễn – biên kịch
- 1984: Unbelievable bet, đạo diễn
- 1987: My Best Respects, biên kịch
- 1991: Let's Part while we're alright, đạo diễn – biên kịch
- 1993: Okhlamon, đạo diễn – biên kịch
- 1996: Nesut menya koni, đạo diễn – biên kịch

### Vinh danh
- 1996: Order of Honour for the film Mặt trời trắng trên sa mạc [1]
- 1998: State Prize of the Russian Federation category Literature and Arts for year 1997, for the film White Sun of the Desert [2]
- 2003: Honorary title of People's Artist of Russian Federation [3]